# Thủy Xuân
Thủy Xuân là một phường thuộc thành phố Huế, Việt Nam.

## Địa lý
Phường Thủy Xuân có diện tích 7,71 km², dân số năm 1999 là 9.676 người, mật độ dân số đạt 1.255 người/km².

## Lịch sử
Ngày 30 tháng 11 năm 2024, Ủy ban Thường vụ Quốc hội ban hành Nghị quyết số 1314/NQ-UBTVQH15 về việc sắp xếp đơn vị hành chính cấp huyện, cấp xã của thành phố Huế giai đoạn 2023 – 2025 (nghị quyết có hiệu lực từ ngày 1 tháng 1 năm 2025). Theo đó, thành lập quận Thuận Hóa thuộc thành phố Huế. Phường Thủy Xuân trực thuộc quận Thuận Hóa.